# Unyee
Unyee est une île de Nouvelle-Calédonie une des Iles Loyauté.